# Vinterspelen Malmö
Vinterspelen Malmö är ett jullovsarrangemang som Malmö kommun genomförde för första gången år 2018 och har därefter blivit ett årligt inslag i staden. Arrangemanget har genomförts under samma tidsperiod från slutet av december till början av januari under ungefär 10 dagar. Vinterspelen är en lovsatsning med fokus på barn och unga i åldern 6–15 år som lockar runt 55 000 besökare per år. Här kan besökare spela, labba och utforska teknik, astronomi och gaming.
Syftet med Vinterspelen är att skapa en mötesplats till ett aktivt jullov genom gratisaktiviteter för alla barn och unga i Malmö. Vinterspelen vill också stärka bilden av Malmö som en spelstad. och deltagarna kan prova på diverse aktivietet från brädspel och Legobygge till datorspel och VR.